# 皮尼亞斯縣

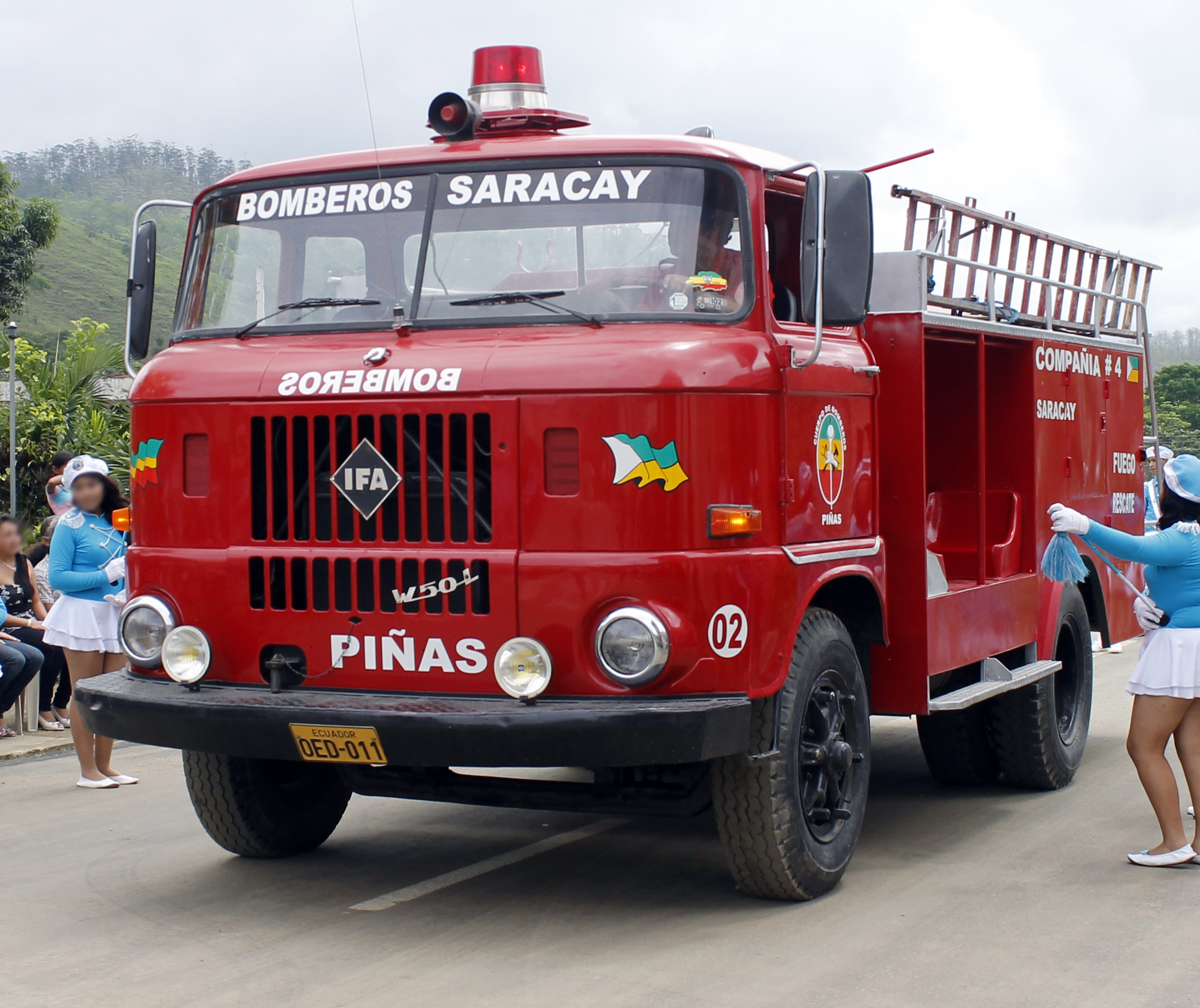

03°40′00″S 79°39′00″W / 3.66667°S 79.65000°W
皮尼亞斯縣（西班牙語：Cantón Piñas），是厄瓜多爾的縣份，位於該國南部，由埃爾奧羅省負責管轄，面積571平方公里，海拔高度1,014米，2010年人口25,988，人口密度為每平方公里45.51人。